# Austrheim
Austrheim – norweskie miasto i gmina leżąca w regionie Hordaland.
Austrheim jest 421. norweską gminą pod względem powierzchni.

## Demografia
Według danych z roku 2005 gminę zamieszkuje 2527 osób. Gęstość zaludnienia wynosi 45,23 os./km². Pod względem zaludnienia Austrheim zajmuje 300. miejsce wśród norweskich gmin.
| ludność stan na 1 stycznia 2005 |         |           |       |
|                                 | kobiety | mężczyźni | razem |
| osób                            | 1292    | 1235      | 2527  |
| %                               | 51,13%  | 48,87%    | 100%  |

| wykształcenie stan na 1 października 2004 |            |         |        |          |
|                                           | podstawowe | średnie | wyższe | nieznane |
| osób                                      | 436        | 1257    | 277    | 24       |
| %                                         | 21,87%     | 63,04%  | 13,89% | 1,2%     |

## Edukacja
Według danych z 1 października 2004:
- liczba szkół podstawowych (norw. grunnskolar): 2
- liczba uczniów szkół podst.: 365

## Władze gminy
Według danych na rok 2011 administratorem gminy (norw. rådmann) jest Jan Olav Osen, natomiast burmistrzem (norw. ordfører, d. borgermester) jest Ole Arvid Lysø.